# Стобно (Чарнковсько-Тшцянецький повіт)
Стобно (пол. Stobno, нім. Stöwen) — село в Польщі, у гміні Тшцянка Чарнковсько-Тшцянецького повіту Великопольського воєводства.
Населення — 597 осіб (2011).
У 1975-1998 роках село належало до Пільського воєводства.

## Демографія
Демографічна структура станом на 31 березня 2011 року:
|          | Загалом | Допрацездатний вік | Працездатний вік | Постпрацездатний вік |
| -------- | ------- | ------------------ | ---------------- | -------------------- |
| Чоловіки | 308     | 69                 | 217              | 22                   |
| Жінки    | 289     | 56                 | 175              | 58                   |
| Разом    | 597     | 125                | 392              | 80                   |